# Cube (игра)
Cube (с англ. — «Куб») — компьютерная игра, шутер от первого лица, создана Воутером ван Оортмерссеном на свободном игровом движке; подобна серии игр Quake.
Cube поддерживает множество операционных систем, таких как Microsoft Windows, GNU/Linux, FreeBSD, Mac OS X и даже iPhone и КПК с 3D-ускорителем (например Dell Axim x50). Игра использует OpenGL и SDL. Игра содержит встроенный редактор уровней.
29 августа 2005 года было выпущено последнее обновление игры Cube. Игра была выпущена согласно лицензии Zlib, после чего исходный код игры был открыт и имеет размер всего 400 кб.
Cube использовалась в курсе информатики в Brown University.

## Описание
Cube разработана Воутером ван Оортмерсеном (нидерл. Wouter van Oortmerssen) и использует лицензию zlib. В отличие от Doom и Quake, в игре используются открытые и большие локации, то есть игровой движок оптимизирован для карт, которые являются уличными и просторными.
Другой необычный факт, что механизм игры основан на философии нулевой предтрансляции — все данные карты интерпретируются динамически, без потребности повторных вычислений, таких данных как карты теней или двоичное разбиение пространства. Эта технология делает возможным редактирование карт в реальном времени.

## Ход игры

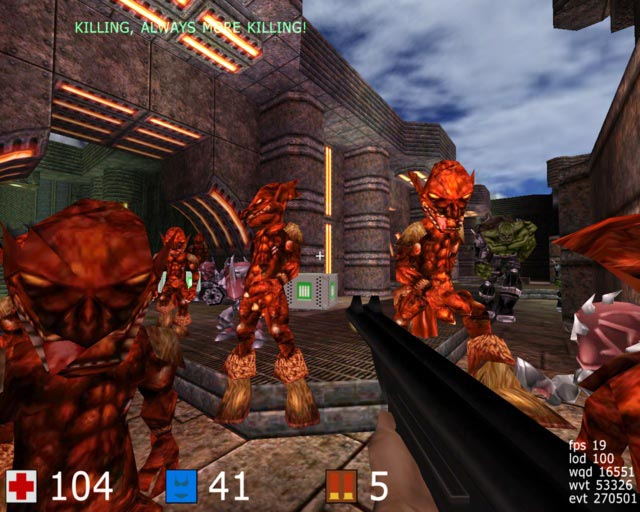
Скриншот из игры Cube

Есть возможность пройти одиночные кампании, либо играть против ботов на DM-картах. После релиза 29 августа 2005 года в игре было 37 одиночных карт и 65 DM-карт — в общей сложности 102 карты.
Многопользовательская игра очень быстра и мало требовательна к ширине канала связи благодаря её сетевому игровому коду, названному ENet. Она включает режимы: «Free For All» («Deathmatch»), «Coop Edit», «Teamplay», «Instagib», «Efficiency», «Insta Arena», «Tactics Arena».

## Дальнейшая разработка (The Cube 2: Sauerbraten)

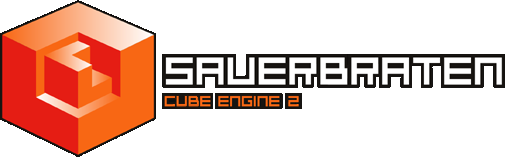
Логотип The Cube 2: Sauerbraten

Позже был разработан новый игровой движок, базирующийся на движке Cube, названный Sauerbraten, также известный как Cube 2. В новом движке используется новая 6-направленная высоко-полигональная мировая модель, (англ. 6-directional heightfield). Это позволяет использовать более сложную геометрию уровня, позволяющую делать уровень ещё более просто.

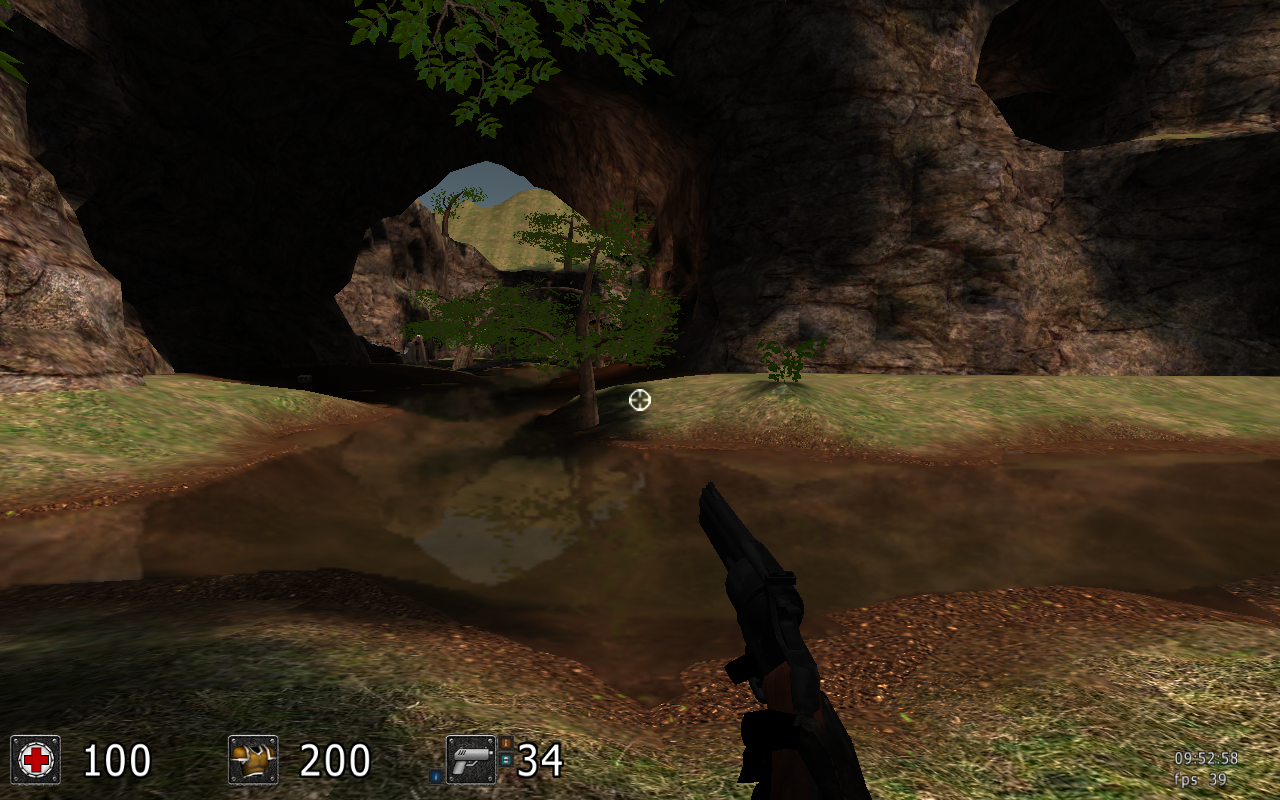
Графика Cube2 (шейдеры выключены)

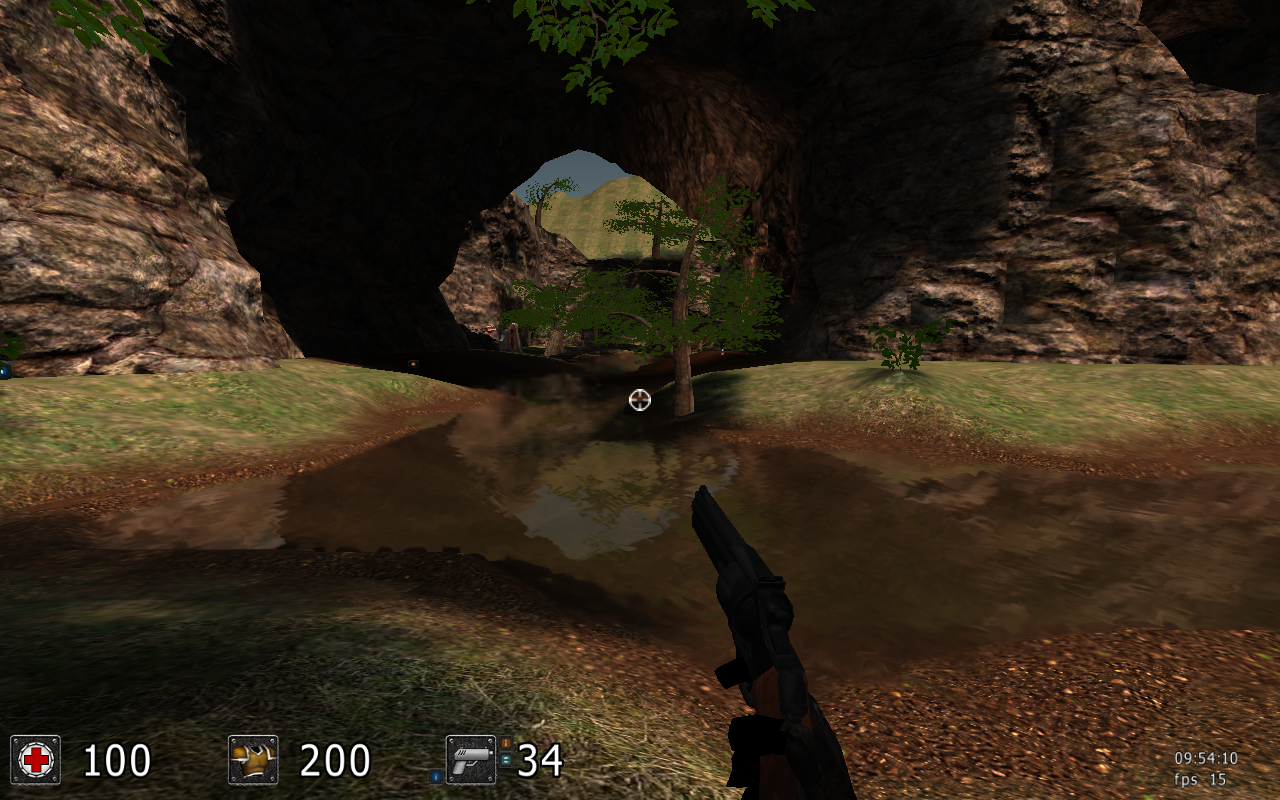
Графика Cube2 (шейдеры включены)

## Совместное редактирование
Также одной из отличительных возможностей движка является совместное редактирование карт. Игроки могут в текущем времени одновременно редактировать карту, где сразу же в любое время каждый из игроков может войти в режим игры и опробовать её.
На случай открытого для всех редактирования, против вредительства, существует возможность премодерации изменений, когда мастер сервера проверяет правомерность тех или иных изменений и решает, вносить их в карту или нет.
Однако совместное редактирование имеет ряд ограничений: невозможность отмены действия (undo/redo), создания карт высот (heightmap) и смешивания (blend), сдвига, поворота и размера текстур. Впрочем, это не мешает выполнять эти действия в одиночном режиме, а потом отправлять (/sendmap) готовую карту с изменениями на сервер, откуда её игроки смогут подгрузить (/getmap) себе. Единственное ограничение — поступить со светом так не получится (/sendmap не передаёт данные карт освещения), его должен каждый просчитывать у себя сам.

## Сайты
- Официальная домашняя страница игры
- проект Cube на SourceForge.net
- Cube 2: Sauerbraten